# Marie-Ève Gahié
Marie-Ève Gahié (27 de novembro de 1996) é uma judoca francesa. Foi medalhista de ouro nos Jogos Olímpicos de Verão de 2024 em Paris.
Ela é medalhista de bronze europeia de 2017 e campeã mundial de 2019 na divisão de 70 kg.
Em 12 de novembro de 2022, ela ganhou uma medalha de ouro no Campeonato Europeu de Judô por Equipes Mistas de 2022 como parte da equipe da França.